# مژگان عظیمی (خواننده)
عایشه عظیمی با نام هنری مژگان عظیمی (زاده ۲۱ اوت ۱۹۹۱ میلادی/ ۳۰ مرداد ۱۳۷۰ در هرات) خواننده و نقاش اهل افغانستان است.

## زندگی‌نامه
مژگان عظیمی در ۳۰ مرداد ۱۳۷۰ ( ۲۱ اوت ۱۹۹۱ میلادی ) در شهر مشهد زاده شد. خانوادهٔ او اصالتاً تاجیک و از ولایت هرات افغانستان هستند. خانوادهٔ وی پس از جنگ‌های داخلی افغانستان به ایران مهاجرت کردند و در شهرهای مشهد و یزد اقامت گزیدند. او در ایران تحصیلات ابتدایی و متوسطهٔ خود را به پایان رساند و پس از آن به همراه خانواده به آلمان مهاجرت می‌کند. خانوادهٔ وی پس از مدتی راهی سوئیس می‌شوند، وی در حال حاضر ساکن کشور سوئیس است.

## فعالیت هنری
مژگان کارهای هنری خود را در سن ۱۰ سالگی با نقاشی در سبک رنگ روغن آغاز کرد. در ۱۲ سالگی به همراه نقاشی به یادگیری موسیقی پرداخت. او دوره‌های نت خوانی و سلفژ را نزد استادان افغانستانی در ولایت دایکندی آموخت. او پس از مدتی به فراگیری گیتار کلاسیک پرداخت و در سن ۱۸ سالگی دوره‌های آوازی را کامل کرد.
او دو آهنگ آیه و بیست و پنج سال
را در یزد در سال ۲۰۱۸ ضبط کرده‌است. موزیک ویدیوی «آیه» به‌عنوان نخستین کار حرفه‌ای وی شناخته می‌شود که در آن پیام‌هایی در حمایت از حقوق انسانی و معنوی زنان و مذمت رسوم و باورهای تبعیض جنسیتی در مورد آنان در افغانستان دارد.
«حاکمان» در ابتدای پاییز سال ۲۰۱۸ انتشار یافت. این آهنگ در جشنوارهٔ رومی اَوارد ۲۰۱۸ سانفرانسیسکو موفق به دریافت جایزهٔ نخست بهترین خوانندگی، بهترین موسیقی و بهترین ترانه‌سرایی شد.